# 6-й отдельный учебно-тренировочный авиационный полк
6-й отдельный учебно-тренировочный авиационный полк (6-й оутап)  — воинская часть Военно-Воздушных сил (ВВС) РККА, занимавшаяся подготовкой и переподготовкой лётного состава и частей ВВС, принимавшая участие в боевых действиях Великой Отечественной войны.

## История формирования
6-й отдельный учебно-тренировочный авиационный полк сформирован в первой половине 1942 года в составе 4-й воздушной армии Южного фронта. Задачей соединения являлось воспитание и переучивание на новой технике лётчиков фронта, за 1943 г. полк сумел подготовить 467 лётчиков на разные типы самолётов. В ряде случаев в 6-м оутап проходили переподготовку целые боевые авиаполки, так например, перед началом боевых действий в Крыму в полку прошёл переподготовку 43-й гвардейский и 502-й штурмовые авиаполки, принявшие затем активное участие при штурме Севастополя.

## В действующей армии
В составе действующей армии:
- с 18 мая 1942 года по 14 августа 1942 года
- с 20 апреля 1943 года по 20 ноября 1943 года
- с 22 июня 1944 года по 24 июля 1944 года
- с 22 сентября 1944 года по 30 января 1945 года

## Боевой путь
В составе Южного фронта до 28 июля 1942 года, затем в составе Северо-Кавказского, с 1 сентября 1942 года Закавказского, с 24 января 1943 снова в составе Северо-Кавказского фронта, участвовал в оборонительных операциях в Донбассе и на Дону, в Битве за Кавказ, Керченско-Эльтигенской десантной операции и в воздушных сражениях на Кубани. Весной 1944 года полк поддерживал войска Приморской армии в ходе освобождения Крыма. С лета 1944 года до мая 1945 входил в состав 2-го Белорусского фронта. Участвовал в Белорусской, Восточно-Прусской, Восточно-Померанской и Берлинской наступательных операциях.
Во время отступления Южного фронта 1942, после крупного поражения советских войск под Харьковом, 18 приданных оутап авиационных полков и 5 эскадрилий 6-го оутап организованно отступили без единой потери в личном составе, имуществе и технике.
- 22.05.1942 — Южный фронт
- 28.06.1942 — Северо-Кавказский фронт
- 01.09.1942 — Закавказский фронт
- 24.01.1943 — Северо-Кавказский фронт
- Весна 1944 — Отдельная Приморская армия
- с лета 1944 — 2-й Белорусский фронт (до конца войны)

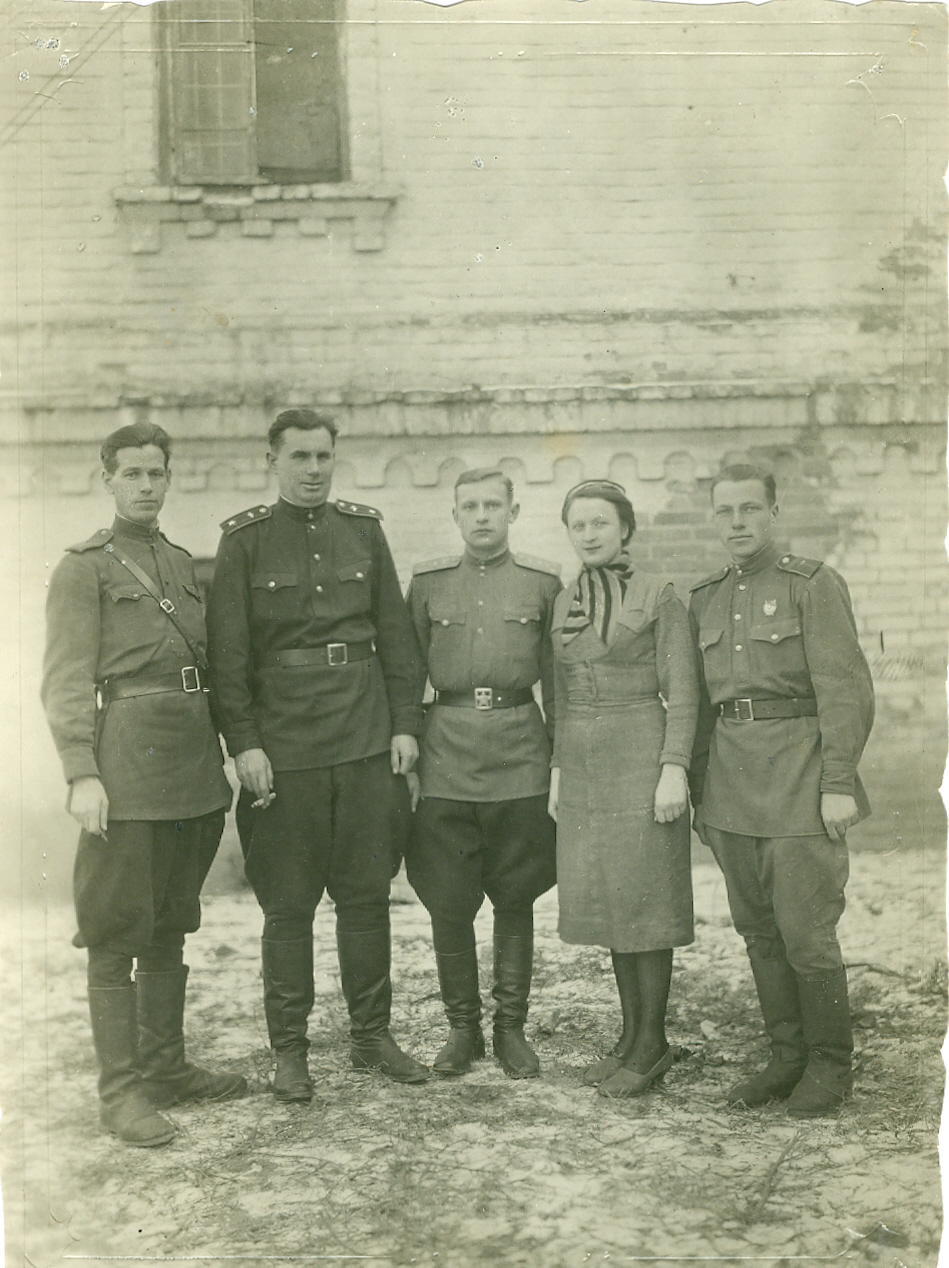
Офицеры 6-го оутап (второй слева, майор Пахнин — начальник политотдела полка, имена остальных неизвестны). Примерно 1943—1944 г. г.

В составе полка проводилась подготовка командиров звеньев. С 16.06.1942 г. - командир курсов подготовка командиров звеньев капитан Козлов Иван Иванович. Всего подготовлено (за период с 16.06.1942 по 24.09.1944 г.: летчиков и руководящий состав полка - 96).
В период с сентября 1944 года подготовлено 94 лётчика: на Як-1 - 30 человек, на Ла-5 - 3 человека, на Ил-2 - 37 человек, на По-2 - 24 человека. Подготовлено 40 воздушных стрелков на Ил-2, 100 авиамотористов, 96 специалистов по вооружению.

## Переформирование и переподготовка
В 6-й оутап направлялись для переучивания подразделения и полки следующих дивизий:
- 216-я истребительная авиационная дивизия;
- 217-я истребительная авиационная дивизия;
- 229-я истребительная авиационная дивизия;
- 237-я истребительная авиационная дивизия;
- 265-я истребительная авиационная дивизия;
- 230-я штурмовая авиационная дивизия
- и др.

В полку прошли переформирование полки в полном составе:
- 16-й гвардейский истребительный авиационный полк[9] (с 13.08.1942 по 17.09.1942 г, перевооружён на Як-1)
- 57-й гвардейский истребительный авиационный полк[9] (с 30.06.1943 по 11.09.1943, перевооружён на «Аэрокобра»)
- 131-й истребительный авиационный полк[9] (с 15.01.1942 по 18.03.1942)
- 149-й истребительный авиационный полк[9] (с 30.07.1942 по 15.08.1942)
- 170-й истребительный авиационный полк[9] (с 28.07.1942 по 20.08.1942)
- 247-й истребительный авиационный полк[9] (с 18.09.1942 по 10.11.1942)
- 265-й истребительный авиационный полк[9] (с 13.12.1942 по 17.03.1943
- 269-й истребительный авиационный полк[9] (с 02.05.1943 по 05.07.1943)
- 483-й истребительный авиационный полк[9] (с 03.08.1942 по 09.08.1942, с 09.09.1942 по 14.03.1943)
- 484-й истребительный авиационный полк[9] (с 09.09.1942 по 25.12.1942)
- 494-й истребительный авиационный полк[9] (с 22.05.1942 по 18.03.1943)
- 718-й истребительный авиационный полк[9] (с 23.04.1943 по 04.07.1943 г., ЛаГГ-3, передан во 2-й зиап)
- 743-й истребительный авиационный полк[9] (с 25.12.1942 по 16.03.1943)
- 773-й истребительный авиационный полк[9] (с 18.05.1942 по 29.06.1942, убыл в 25-й зиап)
- 805-й истребительный авиационный полк[9] (с 05.09.1942 г. по 09.12.1942 г., убыл в 26-й зиап)
- 862-й истребительный авиационный полк[9] (с 25.12.1942 по 17.03.1943, убыл в 25-й зиап)
- 863-й истребительный авиационный полк[9] (с 22.09.1942 г. по 13.12.1942 г., убыл в 26-й зиап).
- 926-й истребительный авиационный полк[9] (с 18.09.1942 г. по 30.10.1942 г., убыл в 26-й зиап).
- 43-й гвардейский штурмовой авиационный полк[10].
- 210-й штурмовой авиационный полк[11] с 18 апреля по 24 мая 1942 года. Перевооружён на Ил-2.

## Самолёты на вооружении
Полк имел в составе самолёты:
У-2, И-15, И-16, УТИ-4, Пе-2, СБ, Як-1, Як-7, Ил-2.
| И-15 бис | Як-7 | И-16 |

## Командиры
- 1943 — полковник Губанов[1]
- с 24.09.1944 — майор Козлов Иван Иванович[7]

### Начальникполитотдела
- С июня 1942 — майор, подполковник Пахнин Александр Иванович.

## Базирование
- город Будённовск[9] Ставропольского края, 1942 г.